# Mountain Moves
Mountain Moves — четырнадцатый студийный альбом американской инди-рок группы Deerhoof из Сан-Франциско (штат Калифорния). Он был выпущен 8 сентября 2017 года на лейбле Joyful Noise Recordings.

## История
Deerhoof анонсировали Mountain Moves в июне 2017 года. Альбом был спродюсирован Deerhoof совместно с оркестром радио и телевидения Children of Hoof Radio and Television Orchestra. Хотя релиз альбома был назначен на 8 сентября, группа выложила его на Bandcamp 28 августа, а все средства, вырученные от покупок (до официального релиза), пошли в фонд Emergent Fund.

## Отзывы
| Совокупная оценка | Совокупная оценка |
| Источник          | Оценка            |
| ----------------- | ----------------- |
| Metacritic        | 78/100            |
| Оценки критиков   |                   |
| Источник          | Оценка            |
| Allmusic          | [ 6 ]             |
| The A.V. Club     | B                 |
| Exclaim!          | 8/10              |
| Pitchfork         | 7.7/10            |
| PopMatters        | 8/10              |
| Spin              | 6/10              |

Mountain Moves получил положительные отзывы от музыкальных критиков. На сайте Metacritic, который присваивает рецензиям критиков нормализованный рейтинг из 100 баллов, альбом получил средний балл 78, что означает «в целом положительные отзывы», на основе нескольких профессиональных рецензий. AllMusic критик Хизер Фарес оценил альбом на 4 из 5 и отметил, что «Несмотря на то, что во время выхода альбома Mountain Moves политика была неизбежна, Deerhoof нашли типично творческий подход к проблемам конца 2010-х годов. Причудливость Mountain Moves часто напоминает вечеринку, которая случайно оказалась политической, но именно это чувство радости делает протест — и карьеру Deerhoof — устойчивой».

## Список композиций
| №   | Название                                                          | Длительность |
| --- | ----------------------------------------------------------------- | ------------ |
| 1.  | «Slow Motion Detonation» (при участии Juana Molina)               | 3:41         |
| 2.  | «Con Sordino»                                                     | 3:07         |
| 3.  | «I Will Spite Survive» (при участии Jenn Wasner)                  | 3:28         |
| 4.  | «Come Down Here & Say That» (при участии Lætitia Sadier)          | 3:20         |
| 5.  | «Gracias a la Vida» (Violeta Parra)                               | 0:59         |
| 6.  | «Begin Countdown»                                                 | 2:09         |
| 7.  | «Your Dystopic Creation Doesn't Fear You» (при участии Awkwafina) | 2:55         |
| 8.  | «Ay That's Me»                                                    | 3:04         |
| 9.  | «Palace of the Governors»                                         | 2:18         |
| 10. | «Singalong Junk» (при участии Xenia Rubinos)                      | 3:32         |
| 11. | «Mountain Moves» (при участии Matana Roberts)                     | 1:58         |
| 12. | «Freedom Highway» (The Staple Singers)                            | 1:42         |
| 13. | «Sea Moves» (при участии Chad Popple и Devin Hoff)                | 1:58         |
| 14. | «Kokoye»                                                          | 4:07         |
| 15. | «Small Axe» (Боб Марли)                                           | 1:20         |

## Чарты
| Чарт (2017)                              | Высшая позиция |
| ---------------------------------------- | -------------- |
| Новая Зеландия Heatseekers Albums (RMNZ) | 10             |